# Rhopilema hispidum
Rhopilema hispidum is een schijfkwal uit de familie Rhizostomatidae. De kwal komt uit het geslacht Rhopilema.